# اوکلند (اورگن)
اوکلند (به انگلیسی: Oakland) شهری در شهرستان داگلاس ایالت اورگن است و در سرشماری سال ۲۰۱۱ میلادی، ۹۲۷ نفر جمعیت داشته که نسبت به سال ۲۰۱۰، −۰٫۲۲ درصد رشد جمعیت داشته‌است.